# Leyendas del Rock
Leyendas del Rock es un festival de música heavy metal y rock duro que se celebra anualmente desde el 2006. Desde la primera edición hasta la de 2012 se celebró en diferentes municipios de la Región de Murcia, y desde el año 2013 se celebra en la localidad de Villena. En los inicios del festival la gran mayoría de bandas que actuaban eran españolas, sin embargo actualmente participan muchas bandas del panorama internacional.
En su etapa murciana el festival pasó por tres municipios diferentes: Mazarrón, San Javier y Beniel.
El festival tampoco tiene una duración fija, y mientras que el primer año todos los conciertos se celebraron en un solo día, el resto de ediciones han durado dos, tres o cuatro días. Desde la segunda edición del festival, se ha organizado siempre una fiesta de bienvenida, celebrada el primer día del festival, que ha sido de entrada gratuita.
En el año 2024, casi dos décadas después del inicio del primer evento, el festival continua celebrándose año tras año. 

## Historia

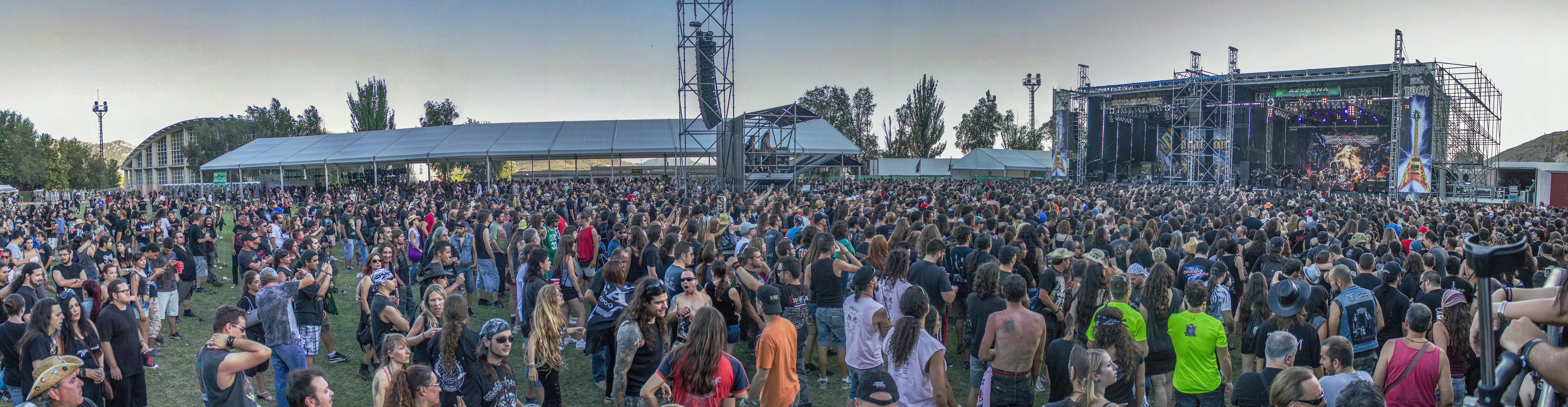
Panorámica de los escenarios principales en Villena, 2013.

La idea original era revivir el festival de rock español que se celebró en Mazarrón a principio de los 80, el Mazarock. Por problemas en el registro, el festival no pudo llamarse Mazarock, como el festival que pretendía emular, así que se decidió ponerle el nombre de Leyendas del Rock.
No obstante, desde el año de su creación, el festival Leyendas del Rock ha ido progresivamente incorporando nuevos estilos a su cartel diferentes del estilo original del festival, el rock y heavy metal español de los años 80, hasta convertirse en un festival de heavy metal en general.

## Ediciones
El festival cuenta ya con diez ediciones hasta el año 2016. Desde el 2006 al 2008 se ha celebrado en Mazarrón. Las ediciones de 2009 y 2010 se celebraron en San Javier, las de 2011 y 2012 en Beniel, y desde entonces se organiza en Villena.

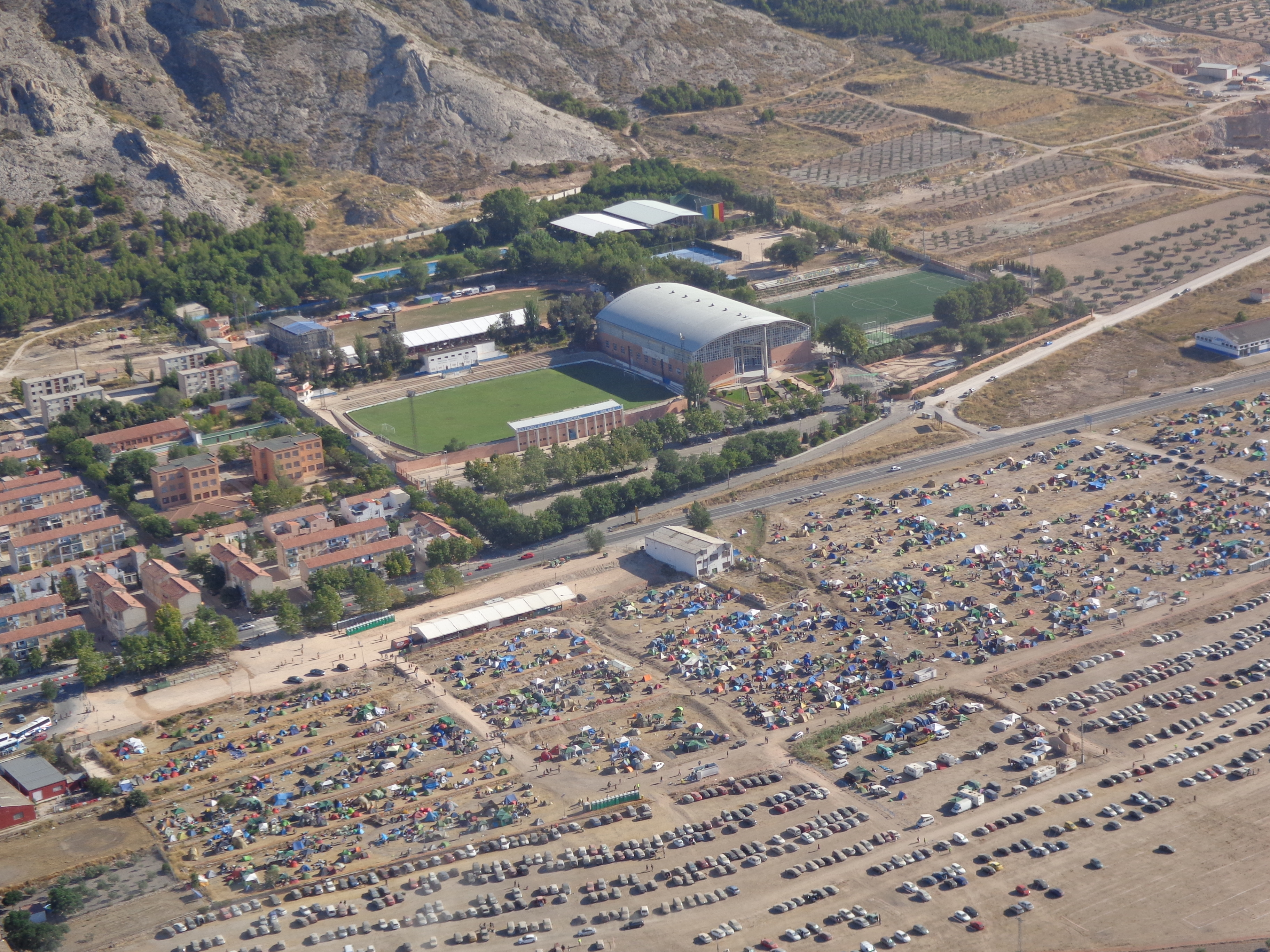
Vista aérea del campamento en Villena, los días previos al festival.

### 2006
La primera edición del festival se celebró en el campo de fútbol Carlos Muñoz de Puerto de Mazarrón el sábado 12 de agosto. Se instalaron dos escenarios, pero nunca había dos actuaciones simultáneas. Los escenarios llevaban por nombre Jesús de la Rosa y Azuzena en homenaje a los fallecidos vocalistas de los grupos Triana y Santa respectivamente, clásicos del rock español.
| - Ars Amandi - Barón Rojo - Casablanca + Carlos Pina - Catión - Coz - La Leñera | - Mr. Rock - Ñu - Obús - Saratoga - Sherpa - Silikosis | - Silver Fist - Sweet Little Sister - Tributo a Lone Star - WarCry - Zarpa |

1. ↑  Carlos Pina es el vocalista de Panzer
2. ↑  Tributo a la banda Leño

### 2007
La segunda edición del festival se trasladó a la playa de Bolnuevo, también en el municipio de Mazarrón, y se celebró los días 9, 10 y 11 de agosto. La entrada del jueves día 9 fue gratuita, ya que fue la fiesta de bienvenida.
10 y 11 de agosto
| - Acequia - Acero - Angelus Apatrida - Barón Rojo - Blash/Chacal - Coz - Katie King - Leize - Lujuria - Miguel Oñate - Ñu | - Obús - Panzer - Panzer - Paul Di'Anno - Pedro Botero - Pink Tones - Punto de Mira - Rata Blanca - Rosendo - Saratoga - Saurom | - Sepultura - Sexto Sentido - Sherpa - Silver Fist - Sobredosis - Los Suaves - Tako - Templario - Tierra Santa - WarCry - Zarpa |

9 de agosto (fiesta de bienvenida)
| - Dark Heaven - Enchantment - Medina Azahara - Neverland - Sealen |

1. ↑  Tributo a la banda Pink Floyd
2. ↑  Parte de la actuación fue un tributo a las bandas Tritón y Banzai

### 2008
El festival siguió realizándose en la playa de Bolnuevo, en Mazarrón, los días 21, 22 y 23 de agosto, pero para esta edición se amplió el recinto para la acampada. Se mantienen los dos escenarios y el jueves sigue siendo la fiesta de bienvenida, de entrada gratuita.
22 y 23 de agosto
| - 3 Inches of Blood - Ángeles del Infierno - Angelus Apatrida - Asfalto - Atlas - Avalanch - Azrael - Barbarian - Barón Rojo - Beethoven R. - Bella Bestia | - Bloque - El Chino - Exodus - Harakiri - Jorn - Kreator - Leize - Lujuria - Mr. Rock - Muro - Ñu | - Panzer - Saratoga - Saxon - Sherpa - Sobredosis - Sphinx - Los Suaves - Tokyo Blade - UFO - WarCry |

21 de agosto (fiesta de bienvenida)
| - Angora - Badana - Cobretti | - Homogenio - Lobesia - Medina Azahara | - Mescaleros - Paralelo 69 - Sexto Sentido |

1. ↑  La banda interpretó clásicos del rock
2. ↑  Tributo a la banda Platero y Tú

### 2009
Este año el festival se trasladó a San Javier, y el festival se celebró en el Colegio Carrión los días 14 y 15 de agosto. Este año fue mucho más modesto, con una fiesta de bienvenida donde solo actuaron tres bandas y cuatro bandas locales que participaban en un concurso (las bandas señaladas en cursiva). Este año la fiesta de bienvenida no se presentó como parte del festival sino como un festival aparte con el nombre de San Javier Rock. El sábado, el día del festival, solo actuaron once grupos y únicamente se instaló un escenario, cosa inédita en la historia del Leyendas del Rock.
15 de agosto
| - 037 - Azrael - Beethoven R. - Lujuria - Muro - Ñu | - Obús - Saratoga - Saurom - Los Suaves - WarCry |

14 de agosto (San Javier Rock)
| - El Callejón del Mico - Darknoise - La Leñera - Malavergüenza | - Nudo - Sense - Ted Striker |

1. ↑  Grupo con repertorio propio que hizo un tributo a  Barricada
2. ↑  Tributo a la banda Leño

### 2010
El Leyendas del Rock del año 2010 se celebró por segunda y última vez en San Javier los días 12, 13 y 14 de agosto, en la pinada de San Blas, en el mar Menor. La edición de 2010 estuvo marcada por la lluvia que cayó a partir de las 9 de la noche el viernes 13, que hizo que los conciertos de grupos como Korpiklaani o Lujuria no se pudieran llevar a cabo. No obstante el día siguiente se hizo un esfuerzo y Obús, Lujuria y WarCry que tuvieron que suspender sus conciertos actuaron sábado. Lujuria fue la primera banda que actuó sábado, mejorando el ánimo de muchos de los asistentes al festival que pensaban que habían perdido gran parte de las actuaciones. El festival volvió a contar con dos escenarios y como de costumbre el jueves 12, primer día del festival, fue gratuito.
En cursiva los grupos que no pudieron actuar por culpa de la lluvia. En negrita los grupos que aplazaron su actuación para el día siguiente debido a la lluvia.
13 y 14 de agosto
| - 037 - Angelus Apatrida - Atlas - Badana - Barón Rojo - Beethoven R. - Centinela - Cuatro Gatos - Easy Rider | - J.C. Molina & Judith Mateo - Korpiklaani - Leize - Lizzy Borden - Lujuria - Manzano - Muro - Obús - Panzer | - Saratoga - Saurom - Sobredosis - Los Suaves - Topo - Tygers of Pan Tang - Uzzhuaïa - WarCry |

12 de agosto (fiesta de bienvenida)
| - Barbarroja - EVO - ExKISSitos - Leyenda - Lone Star Revisited | - Medina Azahara - Níobeth - Nudo - Oker - Rainbow in the Black | - Santelmo - Steel Horse - The Storm |

1. ↑  Formación original de la banda
2. ↑  Tributo a la banda Kiss
3. ↑  Ganadores del concurso del San Javier Rock
4. ↑  Tributo al cantante Ronnie James Dio

### 2011
El año 2011 el festival se traslada a Beniel, y el festival se celebraría los días 12 y 13 de agosto en el Colegio Río Segura. Los dos escenarios recuperan los nombres de Jesús de la Rosa y Azuzena, ya que desde 2007 se habían llamado simplemente Escenario 1 y Escenario 2. El viernes 12 sería de entrada gratuita.
13 de agosto
| - Angelus Apatrida - Avulsed - Azrael - Barón Rojo - Centinela - Chino Banzai - Epica - Fuck Off | - Los Guardianes del Puente - Lujuria - Obús - Saurom - Tako - Tierra Santa - Topo - WarCry |

12 de agosto (fiesta de bienvenida)
| - Dünedain - Guadaña - La Leñera - Sealen - Stingers - Zenobia |

1. ↑  Tributo a la banda Leño
2. ↑  Tributo a la banda Scorpions

### 2012
La edición de 2012 se celebró los días 17 y 18 de agosto en Beniel. El viernes fue de entrada gratuita, se celebró en el mismo sitio y se instalaron dos escenarios con los mismos nombres que la anterior edición.
18 de agosto
| - Angelus Apatrida - Avalanch - Azrael - Banzai - Centinela - Dünedain - Eluveitie - Iron Curtain | - Lujuria - Obús - Saratoga - Saurom - Sphinx - Stratovarius - Vita Imana - WarCry |

17 de agosto (fiesta de bienvenida)
| - Hybris - Iron What? - La Leñera - Medina Azahara - Noctem | - Oker - Rosa Negra - Steel Horse - Vhäldemar |

1. ↑  Tributo a la banda Iron Maiden
2. ↑  Tributo a la banda Leño

### 2013
El año 2013 el festival viajó hacia Villena, en la Comunidad Valenciana, y se celebró los días 8. 9 y 10 de agosto en las instalaciones del Polideportivo Municipal. Fue la primera edición celebrada fuera de la Región de Murcia Además, fue la primera edición del festivan que contó con tres escenarios, cosa que hizo que coincidiesen por primera vez en la historia de festival dos actuaciones al mismo tiempo. Este tercer escenario que se sumó a los ya existentes Jesús de la Rosa y Azuzena, llevaba por nombre Mark Reale - Riot, en homenaje al guitarrista de la banda estadounidense Riot, fallecido en enero de 2012. Este año, además, participaron 54 bandas, 10 en los escenarios principales cada día y 12 en el tercer escenario, siendo esta la edición en la que más grupos habían actuado hasta el momento.
La fiesta de bienvenida se celebró el jueves 8 de agosto utilizando los escenarios Jesús de la Rosa y Azuzena, con Medina Azahara y los Mojinos Escozíos como cabezas de cartel. Debido a una serie de problemas, Nashville Pussy y Darksun intercambiaron sus horarios de actuación, actuando Darksun en los escenarios principales y Nashville Pussy en el Mark Reale.
Jesús de la Rosa y Azuzena (9 y 10 de agosto)
| - Accept - Ankhara - Barón Rojo - Beethoven R. - Belphegor - Darksun - Doro | - Ensiferum - Kreator - Leo Jiménez - Lujuria - Ñu - Obús - Picture | - Sabaton - Saratoga - Saurom - Testament - Venom - WarCry |

Mark Reale - Riot (9 y 10 de agosto
| - Acero - Airless - Alternative5 - Azrael - Centinela - Ciclón - Crisix - Dr. Living Dead! | - Esturión - Guadaña - Handful of Rain - Isthar - José Rubio's Nova Era - Lándevir - Leize - Nashville Pussy | - Noctem - Oker - Sheilan - Sphinx - Taifa - Vhäldemar - Viga - Zarpa |

8 de agosto (fiesta de bienvenida)
| - Dünedain - Iberian Steel - Iron What? - The Loner | - Medina Azahara - Mojinos Escozíos - Santelmo - Snagora | - Stingers - Zenobia |

1. ↑  Tributo a la banda Judas Priest
2. ↑  Tributo a la banda Iron Maiden
3. ↑  Tributo a Gary Moore
4. ↑  Grupo con repertorio propio que hizo un tributo a Sangre Azul
5. ↑  Tributo a la banda Scorpions

### 2014
La novena edición del Leyendas del Rock se celebró los días 7, 8 y 9 de agosto de 2014 en el mismo recinto que el año anterior, en Villena, donde se espera que el festival se celebre siempre a partir de ahora. El día 16 de abril de 2014 se mostró al público el cartel definitivo, con un total de 54 bandas confirmadas, de las cuales 22 internacionales, la cifra más alta hasta el momento.
Jesús de la Rosa y Azuzena (8 y 9 de agosto)
| - Annihilator - Arch Enemy - Banzai - Behemoth - Burning Kingdom - Easy Rider - Eluveitie - H.E.A.T | - HammerFall - Heaven Shall Burn - Hell - Leo Jiménez - Lujuria - Michael Schenker's Temple of Rock - Moonspell - Panzer | - Saurom - Stryper - Unisonic - Volbeat - W.A.S.P. - WarCry |

Mark Reale - Riot (8 y 9 de agosto)
| - Alquimia de Alberto Rionda - Ars Amandi - Asfáltika - Battle Beast - Beethoven R. - Centinela - Crisix - Delain | - Esclavitud - Infamia - Leize - Leprous - Patricia Tapia KHY - Possessed - Ravenblood - Rotting Christ | - Sacramento + Manny Charlton - Sherpa - Visions of Atlantis - Vita Imana - Wild - Wormed |

7 de agosto (fiesta de bienvenida)
| - Display of Power - In Extremo - La Leñera - Lizzies | - Mambo Kurt - Mojinos Escozíos - Motörhits - Onliryca | - El Reno Renardo - Rising |

1. ↑  Manny Charlton fue guitarrista de Nazareth
2. ↑  Tributo a la banda Pantera
3. ↑  Tributo a la banda Leño
4. ↑  Tributo a la banda Motörhead
5. ↑  Tributo a la banda Rainbow

### 2015
La décima edición del festival se celebró los días 5, 6, 7 y 8 de agosto en Villena. Como novedad, el festival amplió en un día la duración del festival. Finntroll y Beethoven R. intercambiaron sus horarios de actuación, tocando Beethoven R. en uno de los escenarios principales y Finntroll en el Mark Reale. Las bandas participantes fueron las siguientes:
Jesús de la Rosa y Azuzena (6, 7 y 8 de agosto)
| - Alquimia de Alberto Rionda - / Amaranthe - Backyard Babies - Beethoven R. - The Darkness - Death (DTA Tours) - Destruction - Doro - Edguy - Epica - Gamma Ray | - Kreator - Lujuria - Obús - Orphaned Land - Overkill - Refuge - Rock Icons - Sabaton - Saratoga - Satyricon - Sôber + Savia + Skizoo | - Sodom - Sonata Arctica - Los Suaves - Tankard - Tierra Santa - Turisas - Vita Imana - WarCry - Within Temptation |

Mark Reale - Riot (6, 7 y 8 de agosto)
| - Alestorm - Angel Witch - Asfalto - Azrael - Blues Pills - Celtibeerian - Chino Banzai - Döria - Finntroll | - Fleshgod Apocalypse - Freedom Call - [In Mute] - Jorge Salán - Kataklysm - Opera Magna - Reckless Love - Rosa Negra - Sherpa | - Stormzone - Tako - Topo - V.I.L. - Van Canto - Vhäldemar - Xandria - Zarpa - Zenobia |

5 de agosto (fiesta de bienvenida)
| - Gigatrón - Medina Azahara - Oker - Rosendo - Sepultura - The Storm |

1. ↑  Reunión de la formación de Rage en el periodo 1988-1993
2. ↑  Conjunto formado por los cantantes Joe Lynn Turner, Steve Augeri, Eric Martin y Robin Beck
3. ↑  Concierto de la Gira 20 Aniversario de Sôber

### 2016[18]
La undécima edición del festival se celebrará en el mismo recinto los días 10, 11, 12 y 13 de agosto. Para esta edición, la organización ha incluido novedades, como pantallas dentro del recinto, gradas para ver el concierto sentado, un cambio de orientación del escenario Mark Reale y una nueva acampada dividida en tres zonas: acampada de sombra y de pago, acampada de pago y acampada gratuita, con diferentes condiciones. Además, se añade un nuevo escenario en el camping, y se consolidan las actuaciones en la plaza Mayor de Villena, este año con actuaciones en acústico de los suizos Eluveitie y los valencianos Gigatrón, estos últimos bajo el nombre Bochornorama. Las 69 bandas participantes serán las siguientes:
Jesús de la Rosa y Azuzena (11, 12 y 13 de agosto)
| - Angelus Apatrida - Anthrax - At the Gates - Avantasia - Barón Rojo - Children of Bodom - D-A-D - Dark Tranquillity - Delain - Dirkschneider | - DragonForce - Eluveitie - Ensiferum - Grave Digger - Hamlet - Helloween - Korpiklaani - Leo Jiménez - Lujuria - Mayhem | - Nazareth - Powerwolf - Saurom - Skindred - Steel Panther - Stratovarius - Symphony X - Tarja - Uriah Heep - Venom |

Mark Reale - Riot (11, 12 y 13 de agosto)
| - Anaal Nathrakh - Ars Amandi - Atlas - Avulsed - Badana - Bella Bestia - Blitzkrieg - Bombus - Cattle Decapitation | - Celtiberian - Centinela - Crisix - Dare - Equilibrium - Flotsam and Jetsam - Heidevolk - Holy Moses - Legion of the Damned | - Leize - La Leñera - Pedro Botero - Salvador Domínguez - Tokyo Blade - Tygers of Pan Tang - Whiplash - Wolfheart |

10 de agosto (fiesta de bienvenida)
- Fear Factory
- [In Mute]
- Lords of Black
- Mojinos Escozíos
- El Reno Renardo
- WarCry[nota 5]

Camping Stage - (11, 12 y 13 de agosto)
- Ciclón
- Erotic Psycho
- Hitten
- Northland
- Pimeä Metsä
- Snakeyes

Plaza Mayor, conciertos en acústico - (12 y 13 de agosto)
- Gigatrón[nota 6]
- Eluveitie tocaron un set en acústico el viernes 12, el mismo día que tocan en el Azucena.

1. ↑  Concierto especial en el que se tocará por completo el álbum Volumen brutal
2. ↑  El nombre con el que Udo Dirkschneider hace una gira especial llamada Back to the Roots - Farewell to Accept, en la que solo interpretará temas de la etapa en que cantaba en Accept, dejando aparcada su etapa como U.D.O.
3. ↑  Concierto especial en el que se tocará por completo el álbum De Mysteriis Dom Sathanas
4. ↑  Tributo a la banda Leño
5. ↑  Concierto con orquesta sinfónica
6. ↑  Concierto bajo la denominación Bochornorama. Gigatrón en puto acústico.

### 2017
La duodécima edición del festival se celebró los días 9, 10, 11 y 12 de agosto en Villena. Por un retraso en el vuelo, Bloodbath fue quien cerró el festival, intercambiando el turno con Lujuria. La banda Gigatrón se coló sin estar en el cartel en el escenario del camping para tocar y grabar un videoclip.
 9 de agosto - Fiesta de Bienvenida 
| - Amon Amarth - Angelus Apatrida - British Lion (banda) - Judith Mateo - Last in Line - Medina Azahara - Metallica Tributo - ThunderMother - Saurom |

Jesús de la Rosa y Azucena 
| - Steve 'N' Seagulls - Insomnium - Alestorm - Rage (banda) - Epica (banda) - Blind Guardian - Arch Enemy - Tryptikon - Obús (banda) - José Luis Campuzano (Sherpa) | - Primal Fear - Amaranthe - Overkill (banda) - UFO (banda) - Hammerfall - Megadeth - Warcry - Max & Iggor Roots - Avalanch - Zenobia | - Eclipse (banda) - Tankard - Battle Beast - Saratoga (banda) - Magnum (banda) - Rhapsody of Fire - Sabaton - Bloodbath - Lujuria (banda) - Tierra Santa (banda) |

 Mark Reale 
| - And then she came - Tigres - Hitten - 1349 (banda) - Omnium Gatherum - Masterplan - Raven (banda) - Ciclón (Banda) - Noctem | - Elvenking - Arkona - Firewind - 91 Suite - Beethoven R - Aborted - Tako - Serious Black - Silver Fist | - Vhäldemar - Vreid - Diamond Head - Manegarm - Moonsorrow - Mike Tramp - Nervosa - Rock Dam |

 Acústicos 
| - Mike Tramp - Avalanch |

 Camping Stage 
| - La Skala de Richer + Leviatan - The great Southern (Tributo Pantera) + Taken - Hard Love + Strangers - Gigatrón |

### 2018
La XIII edición del festival se celebró los días 8, 9, 10 y 11 de agosto en Villena. Die Apokalyptischen Reiter se vio forzado a cancelar su actuación, ya que no podían coger ningún avión para llegar a tiempo del festival. En su lugar, actuó Against Myself, que ya habían actuado en el escenario del camping.
 8 de agosto - Fiesta de Bienvenida 
| - Stingers (banda) - Ars Amandi (banda) - Riot (banda) - Sepultura (banda) - Rosendo Mercado - Soziedad Alkoholika - Gigatrón |

Jesús de la Rosa y Azucena 
| - Fozzy - DragonForce - Suicidal tendencies - Kamelot - Mr. Big - Nightwish - Watain - Warcry - Saurom | - Turisas - Sonata Arctica - Devildriver - Children of bodom - Powerwolf - Saxon (banda) - Abbath - Jupiter (banda) - Vhäldemar | - Nocturnal Rites - Van Canto - Ross the boss - Thunder (banda) - Warlock - W.A.S.P. - Amorphis - Stravaganzza - Lujuria (banda) |

 Mark Reale 
| - BloodHunter - Centinela (banda) - Ankhara - Hirax - Belphegor (banda) - Picture - Bonfire - Celtibeerian - Xtasy | - Azrael (banda) - Tank - Praying Mantis - Jinjer - Vader (banda) - Against Myself - Freedom Call - Windrose - Taken (banda) | - Reveal (banda) - Northland (banda) - Dalriada (banda) - Bloodbound - Primordial - Gyze - Opera Magna - Igorrr |

 Camping Stage 
| - Lèpoka - Stanbrook (banda) - Jolly Joker - Against Myself - Evil Impulse - Débler |

### 2019
La XIV edición del festival se celebró los días 7,8, 9 y 10 de agosto en Villena. Die Apokalyptischen Reiter se vio forzado a cancelar su actuación, por un hueso roto del batería. En su lugar, actuó Nanowar of Steel. Dee Snider se vio forzado a cancelar su actuación debido a problemas aéreos desde New York. En su lugar, Beast In Black movió su actuación al escenario principal, Morphium cambió su actuación a la hora a la que iba a tocar Beast In Black y Salduie tocó en el horario de Morphium tras haber actuado en el escenario del camping.

 7 de agosto - Fiesta de Bienvenida 
| - Sabbath Judas Sabbath - Megara - Burning Witches - José Andrëa y Uróboros - Los Barones - Medina Azahara (banda) - Mojinos Escozíos - Obús (banda) |

Jesús de la Rosa y Azucena 
| - Lords of Black - Rose Tattoo - Lacuna Coil - Alestorm - Cradle Of Filth - Thin Lizzy - Avalanch - Dark Moor - Tierra Santa | - Crisix - Avatar (banda) - Delain - Eluveitie - Beast In Black - Airbourne - Warcry - Koma - Saurom | - Saratoga - Metal Church - Gloryhammer - Hammerfall - Apocalyptica - Avantasia - Deicide - Rata Blanca - Lujuria (banda) |

 Mark Reale 
| - The Lazys - Somas Cure - Cruachan - Helstar - Lepoka - Unearth - Flotsam and Jetsam - Débler - Nanowar of Steel | - Salduie (banda) - Bella Bestia - Dünedain - MorphiuM - Pestilence - MaYan (banda) - Unleashed (banda) - Dry River - Uzzhaïa | - Mind Driller - Hitten - Badana - Nervosa - Candlemass - Decapitated - Brainstorm - Diabólica |

 Camping Stage 
| - Ocelón - Thybreath - Salduie (banda) - Lándevir - Incursed - Daeria |